# Rubraea
Rubraea is een Afrotropisch geslacht van vlinders van de familie van de Nymphalidae uit de onderfamilie van de Heliconiinae.

## Soorten
- Rubraea abdera (Hewitson, 1852)
- Rubraea acrita (Hewitson, 1865)
- Rubraea annonae (Pierre, 1987)
- Rubraea asema (Hewitson, 1877)
- Rubraea atolmis (Westwood, 1882)
- Rubraea bailundensis (Wichgraf, 1918)
- Rubraea bellona (Weymer, 1908)
- Rubraea cepheus (Linnaeus, 1758)
- Rubraea cerasa (Hewitson, 1861)
- Rubraea chaeribula (Oberthür, 1893)
- Rubraea chambezi (Neave, 1910)
- Rubraea diogenes (Suffert, 1904)
- Rubraea egina (Cramer, 1775)
- Rubraea eltringhamiana (Le Doux, 1932)
- Rubraea guillemei (Oberthür, 1893)
- Rubraea guluensis (Le Doux, 1932)
- Rubraea kraka (Aurivillius, 1893)
- Rubraea lapidorum (Pierre, 1988)
- Rubraea lofua (Eltringham, 1911)
- Rubraea loranae (Pierre, 1987)
- Rubraea lualabae (Neave, 1910)
- Rubraea manca (Thurau, 1903)
- Rubraea mansya (Eltringham, 1911)
- Rubraea medea (Cramer, 1775)
- Rubraea niobe (Sharpe, 1893)
- Rubraea nohara (Boisduval, 1847)
- Rubraea omrora (Trimen, 1894)
- Rubraea onerata (Trimen, 1891)
- Rubraea overlaeti (Pierre, 1988)
- Rubraea peetersi (Pierre, 1992)
- Rubraea periphanes (Oberthür, 1893)
- Rubraea petraea (Boisduval, 1847)
- Rubraea pseudatolmis (Eltringham, 1912)
- Rubraea pudorina (Staudinger, 1885)
- Rubraea punctellata (Eltringham, 1912)
- Rubraea rohlfsi (Suffert, 1904)
- Rubraea unimaculata (Grose-Smith, 1898)
- Rubraea utengulensis (Thurau, 1903)
- Rubraea violarum (Boisduval, 1847)